# Brenton-on-Sea
Brenton-on-Sea is een dorp met 294 inwoners, in de Zuid-Afrikaanse provincie West-Kaap. Brenton-on-Sea behoort tot de gemeente Knysna dat onderdeel van het district Tuinroute is.